# Sam Mattis
Samuel Harrison Mattis, né le 19 mars 1994 à New York, est un athlète américain, spécialiste du lancer du disque.

## Biographie
Médaillé d'argent des Championnats d'Amérique du Nord, d'Amérique centrale et des Caraïbes espoirs 2016, il remporte les championnats des États-Unis 2019 et  se classe 11e de la finale des championnats du monde de Doha.
Troisième des sélections olympiques américaines 2020, il participe aux Jeux olympiques de Tokyo et se classe 8e de la finale avec la marque de 63,88 m.
Le 21 mai 2022 à Tucson, il porte son record personnel à 68,69 m.

## Palmarès
| Date | Compétition           | Lieu   | Résultat | Marque  |
| ---- | --------------------- | ------ | -------- | ------- |
| 2019 | Championnats du monde | Doha   | 11e      | 63,42 m |
| 2021 | Jeux olympiques       | Tokyo  | 8e       | 63,88 m |
| 2022 | Championnats du monde | Eugene | 11e      | 63,19 m |

### National
- Championnats des États-Unis d'athlétisme :
  - Plein air : vainqueur en 2019 et 2023

## Records
| Épreuve          | Performance | Lieu   | Date        |
| ---------------- | ----------- | ------ | ----------- |
| Lancer du disque | 68,69 m     | Tucson | 21 mai 2022 |